# Maeda Daizen
Maeda Daizen (前田 大然 (Tiền-Điền Đại-Nhiên) sinh ngày 20 tháng 10 năm 1997) là một cầu thủ bóng đá chuyên nghiệp người Nhật Bản hiện đang thi đấu cho câu lạc bộ Scottish Premiership Celtic và đội tuyển bóng đá quốc gia Nhật Bản ở vị trí tiền đạo cánh.

## Thống kê sự nghiệp

### Câu lạc bộ
Cập nhật đến ngày 23 tháng 2 năm 2018.
| Thành tích câu lạc bộ | Thành tích câu lạc bộ | Thành tích câu lạc bộ | Giải vô địch | Giải vô địch | Cúp                   | Cúp                   | Tổng cộng | Tổng cộng |
| Mùa giải              | Câu lạc bộ            | Giải vô địch          | Số trận      | Bàn thắng    | Số trận               | Bàn thắng             | Số trận   | Bàn thắng |
| Nhật Bản              | Nhật Bản              | Nhật Bản              | Giải vô địch | Giải vô địch | Cúp Hoàng đế Nhật Bản | Cúp Hoàng đế Nhật Bản | Tổng cộng | Tổng cộng |
| --------------------- | --------------------- | --------------------- | ------------ | ------------ | --------------------- | --------------------- | --------- | --------- |
| 2016                  | Matsumoto Yamaga      | J2 League             | 9            | 0            | 1                     | 1                     | 10        | 1         |
| 2017                  | Mito HollyHock        | J2 League             | 36           | 13           | 0                     | 0                     | 36        | 13        |
| Tổng                  | Tổng                  | Tổng                  | 45           | 13           | 1                     | 1                     | 46        | 14        |

### Đội tuyển quốc gia
| Đội tuyển bóng đá Nhật Bản | Đội tuyển bóng đá Nhật Bản | Đội tuyển bóng đá Nhật Bản |
| Năm                        | Trận                       | Bàn                        |
| -------------------------- | -------------------------- | -------------------------- |
| 2019                       | 2                          | 0                          |
| 2022                       | 9                          | 2                          |
| 2023                       | 1                          | 1                          |
| 2024                       | 4                          | 0                          |
| Tổng cộng                  | 16                         | 3                          |